# Ilha Unalga
A Ilha Unalga (Unalĝa em língua aleúte) é uma das Ilhas Fox, subgrupo das Ilhas Aleutas, no Alasca. Fica a nordeste da Ilha Unalaska e está separada pelo Akutan Pass da Ilha Akutan, a nordeste. Unalga tem área de 28,5 km² e é desabitada.